# Jacques Étienne Gay

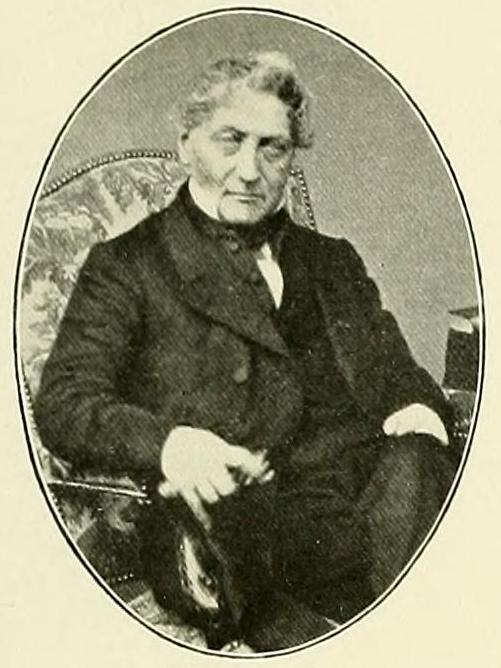
Jacques Gay 1862

Jacques Étienne Gay (11. Oktober 1786 in Nyon; † 16. Januar 1864 in Paris) war ein schweizerisch-französischer Botaniker.
Sein offizielles botanisches Autorenkürzel lautet «J.Gay».

## Leben
Jaques Étienne Gay stammt aus der Stadt Nyon im Kanton Waadt. Als 14-Jähriger begann er sich für Pflanzenkunde zu interessieren und arbeitete dafür eng mit dem französischen Botaniker Jean François Aimée Gaudin zusammen, zu dessen bekanntesten Schülern er gehört. Er war verheiratet mit Rosalie Nillion († 1847). Er unterstützte den deutschen Botaniker Johannes Grönland bei seinem Aufenthalt in Frankreich.
Zu Erinnerung an die Förster und Pflanzenkenner Pierre Thomas (1708–1781) und Abraham Thomas (1740–1824) von Bex wählte er 1821 für eine Pflanzengattung der Malvengewächse die Bezeichnung «Thomasia».
Nach Jacques Étienne Gay erhielten einige Pflanzen zum Beispiel aus der Gattung Narzissen und etwa der Sieber-Krokus und die Alpen-Mutterwurz ihre (ersten) wissenschaftlichen Bezeichnungen.
Gay verstarb 1864 in Paris im Alter von 77 Jahren.

## Werke
- Duriaei Iter Asturicum Botanicum. Anno 1835 Susceptum. In: Annales des sciences naturelles. 2, S. 113–137; 213–225; 340–355.
- Recherches sur les caractères de la végétation du fraisier et sur la distribution géographique de ses espèces, avec la description de deux nouvelles. In: Annales des Sciences Naturelles (Botanique). 4, 1857, S. 185–208.
- Monographie des cinq genres de plantes que comprend la tribu des Lasiopetalées dans la famille des Buttneriacées. 1821.